# Подчалок
Подча́лок — разновидность парусно-гребных одномачтовых лодок, получившая распространение на Каспийском море для рыбного промысла крючковой снастью или сетями.

## История
Подчалки могли быть использованы для рыболовства как самостоятельные единицы, они также могли базироваться на рыбницах. Длина такой лодки составляла 6 — 7,5 метра, ширина 1,6 — 1,8 метра, высота её бортов 0,7 — 0,9 метра, осадка 0,4 метра. Полная площадь паруса (люгер) достигала 18 квадратных метров. 
В другом источнике указано что в каспийском морском рыбном промысле было известно рыболовное судно — живодная лодка которая употреблялась при живодном (на наживку из живой рыбы) лове белуги в глубоких частях Каспийского моря (до 100 — 120 саженей), и при ней всегда имелся «подчалок» — небольшая лодка или шлюпка, поднимаемая на ходу на борт.
В дальнейшем это понятие стало означать любую лодку, которая удерживается у судна на бакштове и не поднимается на борт.

## Подчалки
Для увеличения количества перевозимого груза к коноводному судну цепляли несамоходные суда, которые назывались подчалками. К коноводному судну цепляли два, реже — три подчалка. Каждый подчалок брал на борт шестьдесят — семьдесят тысяч пудов груза (983—1 147 тонн); общий вес груза, перевозимого коноводным караваном мог достигать трёхсот тысяч пудов (4 900 тонн). Команда одного подчалка состояла из двадцати — тридцати рабочих. Средний подчалок имел примерно тридцать саженей в длину (64 метра) и семь в ширину (16 метров).
Кроме средних существовали малые и большие подчалки. Малые подчалки брали на борт около тридцати тысяч пудов груза (490 тонн), большие — до ста тысяч пудов (1 640 тонн). Осадка больших подчалков достигала двенадцати четвертей (около двух метров).
Подчалки в основном использовались для перевозки зерна и железа с уральских заводов, а также для перевозке с реки Белой на нижегородскую ярмарку лесных изделий. В качестве материала при строительстве подчалков на Белой использовали древесину липы и осины, а в Нижегородской губернии — сосны и ели.
Строили подчалки в основном в Балахне и Городце, а также на реке Белой и её притоках.